# 鈴木正三
鈴木 正三（日语：すずき しょうさん，1579年—1655年），號石平老人，生於三河國加茂郡足助庄（今日本愛知縣豐田市），日本德川初期曹洞宗禪師，提倡仁王禪，將禪宗與武士道精神結合。

## 生平
他的父親鈴木重次為則定城城主，是德川家的旗本武士。在十七歲時，對於佛教的道理開始感到興趣。身為武士，他曾跟隨德川家康屬下本多正信的軍隊征戰，為德川秀忠的護衛隊，曾經參加過關原之戰、大阪冬之戰、夏之戰，在戰場中培養出無我之心。
他四十二歲時，違背旗本武士不得出家的禁令，出家為僧，但是得到德川秀忠的諒解，由他的養子鈴木重長繼承家業。此後致力於參禪，被稱讚為「正悟的活人」。
五十四歲在吉野山禪定時見到諸佛菩薩之像現前，在破曉時分，因為「三界眾生，如我一子」一語而發起慈悲之心。於六十一歲，八月八日清晨，豁然開悟。
他在家鄉石平山創建恩真寺，晚年仍然不停的精進禪坐念佛。

## 思想及影響
他創立以不動明王精神修行的「仁王不動禪」，將武士道精神融入禪宗。
他認為「世法即佛法」，提出「職分佛行説」。主張各行各業的人士，都應該以禪宗精神，在自己本份的工作上每日精進，以實踐信仰。對於後世日本人重視職業倫理有很深的影響。

## 著作
後人收集他的語錄及著作，集成《仁王禪祖鈴木正三道人全集》。